# モハンマド・メフディー・テヘラーンチー

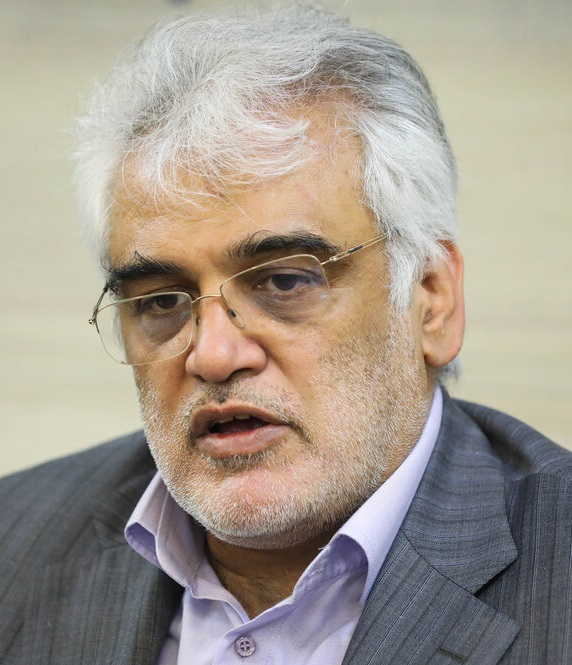
モハンマド・メフディー・テヘラーンチー

モハンマド・メフディー・テヘラーンチー（ペルシア語: محمدمهدی طهرانچی、1965年3月21日 - 2025年6月13日）は、イランの理論物理学者。

## 経歴・人物
当時のイラン帝国・テヘラン出身。シャヒード・ベヘシュティ大学のレーザー・プラズマ研究所および物理学部の教授であり、イスラム・アザド大学の評議員会のメンバーおよび学長であった。彼は、イスラム・アザド大学中央テヘラン支部、テヘラン州のイスラム・アザド大学、シャヒード・ベヘシュティ大学の元学長であった。 
2025年6月13日、イスラエルによるイランへの攻撃により殺害された。